# 奥斯曼伊拉克
奧斯曼伊拉克，是指伊拉克受奧斯曼帝國統治時期的歷史(1534–1704和1831–1920)。
在1831年改革前，伊拉克屬巴格達省管理。改革後分為摩蘇爾省、巴格達省和巴士拉省。
第一次世界大戰時，英國入侵伊拉克開始美索不達米亞戰役，在1914年開始在巴士拉的戰鬥。最引人注目的行動是庫特的圍攻，經147天圍困，導致該鎮的英國和英屬印度陸軍駐軍在1916年4月投降。11800協約國士兵成為囚犯，4,250人死於疾病或在奧斯曼帝國囚禁期間警衛手中。